# ГАЕС Chánglóngshān
ГАЕС Chánglóngshān (长龙山抽水蓄能电站) — гідроакумулювальна електростанція, що споруджується на сході Китаю у провінції Чжецзян. Використовуватиме резервуари, створені у сточищі Daxi, одній з твірних річки Xitiao (біля Хучжоу впадає до озера Тайху).
Верхній резервуар спорудять на висотах лівобережжя Daxi, навпроти аналогічної споруди наразі вже діючої ГАЕС Tiānhuāngpíng. Нижній резервуар розташується на самій Daxi, а його гребля знаходитиметься на 4 км нижче по течії від греблі нижнього резервуару  станції Tiānhuāngpíng.
Розташований між резервуарами машинний зал обладнають шістьома оборотними турбінами потужністю по 350 МВт, які використовуватимуть напір від 697 до 756 метрів.
Підготовчі роботи за проектом почались в 2015-му, а у 2019-му справа дійшла до формування верхнього резервуару. Введення гідроагрегатів станції в експлуатацію заплановане на 2021-2023 роки.